# 27150 Annasante
27150 Annasante (1998 YQ3) là một tiểu hành tinh vành đai chính.